# Was wird aus Westberlin?
Was wird aus Westberlin? ist ein Dokumentarfilm des DEFA-Studios für Wochenschau und Dokumentarfilme von Dagobert Loewenberg aus dem Jahr 1963.

## Handlung
Der Kommentar beginnt mit der Feststellung, dass Westdeutschland und die Deutsche Demokratische Republik zwei selbstständige Staaten in Europa sind. Inmitten der DDR befindet sich West-Berlin, welches sich 17 Jahre nach Beendigung des Zweiten Weltkrieges immer noch unter dem Besatzungsregime der USA, Englands und Frankreichs befindet. Von der DDR abgespalten, ist West-Berlin immer noch der östliche Vortrupp der NATO und ein Unruheherd in Europa.
Der Film klagt an, dass die westlichen Alliierten West-Berlin für Militärmanöver, Militärparaden und andere Großmachtspiele missbrauchen. Des Weiteren versucht er aufzudecken, dass die Faschisten dort wieder ungehindert agieren können, Hakenkreuze an Kirchen und in Schulen sind wieder zur Selbstverständlichkeit geworden. In den Schulbüchern negiert man die durch den Zweiten Weltkrieg entstandenen Grenzen und verlangt deren Zurücknahme. Auch die illegale Teilnahme von westdeutschen Regierungsmitgliedern an revanchistischen  und ähnlichen Veranstaltungen in West-Berlin wird angeprangert, da hier offen der Hass gegen andere Völker, gegen Menschen anderer Religionen, anderer Hautfarbe und Weltanschauung gepredigt wird.
In West-Berlin wird die Jugend bereits zu Grenzprovokationen aufgerufen und zu gefährlichen Abenteuern aufgeputscht, wie zum Beispiel Steine auf die Grenzsoldaten der DDR zu werfen. Ein besonders abscheuliches Beispiel ist die Erschießung des Unteroffiziers Reinhold Huhn, welches ein Spiel mit dem Feuer ist und was den Dritten Weltkrieg hätte auslösen können, denn an dieser Staatsgrenze stehen sich, mit der NATO und dem Warschauer Pakt, zwei Weltsysteme gegenüber. Bilder von Gerichtsverhandlungen in der DDR zeigen, dass in West-Berlin eine Vielzahl von Agentennetzen besteht, die ihren Zweck in der Untergrabung der DDR und der anderen sozialistischen Staaten sehen.
Den Schluss der Dokumentarfilms bilden Aufnahmen, die beweisen sollen, dass Ost-Berlin, die Hauptstadt der DDR, eine friedliebende Stadt ist. Das beginnt mit den Besuchen einer Parlamentsdelegation der Republik Mali,  des Kosmonauten German Stepanowitsch Titow und des amerikanischen Sängers und Bürgerrechtlers Paul Robeson.  Bilder von der Einweihung der Gedenkstätte des KZ Sachsenhausen dienen als Beispiel des antifaschistischen Denkens in der DDR. Dem Frieden der Welt dient auch die Forderung nach einer friedlichen Freien Stadt West-Berlin unter Übernahme bestimmter Funktionen durch die Vereinten Nationen. Der Wunsch ist, dass diese Freie Stadt West-Berlin bald Wirklichkeit werden möge und somit in der Welt wieder ein Unruheherd ausgelöscht werden kann.

## Produktion und Veröffentlichung
Was wird aus Westberlin? wurde im Auftrag des Ministeriums für Auswärtige Angelegenheiten der DDR vom DEFA-Studio für Wochenschau und Dokumentarfilme unter dem Arbeitstitel Revanchismus in Westberlin mit Verwendung von Archivmaterial als Schwarzweißfilm gedreht. 